# 普雷里鎮區 (密蘇里州奧德雷恩縣)
普雷里鎮區（英語：Prairie Township）是位於美國密蘇里州奧德雷恩縣的一個行政鎮區。

## 地方資料
普雷里鎮區的面積為204.65平方千米，當中陸地面積為203.80平方千米，而水域面積為0.85平方千米。根據2020年美國人口普查的數據，當地共有人口901人，而人口密度為每平方千米4.4人。